# Эмблема Йемена
Герб (эмблема) Йемена изображает золотого орла, держащего в своих когтях свиток. На нём написано араб. الجمهورية اليمنية‎ или Аль-джумхурия-аль-Ямания (Йеменская Республика). По обе стороны от орла — национальные флаги Йемена.
На груди орла — щиток. В щитке вверху — кофейное дерево. Йемен считают родиной кофейного напитка. Хотя пришло кофейное дерево в Йемен из Эфиопии, но именно из Йемена напиток начинает свой триумфальный путь к арабам, туркам, в страны европейской культуры, а от европейцев — в Новый Свет. Именно по йеменским плантациям (юг Аравии — «Счастливая Аравия» античности) лучший сорт кофе получил наименование «арабика», а по йеменскому порту Моха — «мокко».
Внизу щитка — золотая плотина и четыре синие волнистые линии. Это знаменитая плотина Мариб. Город Мариб — столица древнего государства Саба.
Город процветал благодаря знаменитой полукилометровой Марибской плотине (VII в. до н. э.) на Вади-Денне (Данах). Разрушение плотины Мариб в VI в. н. э. упоминается даже в Коране.

## История

Герб Йеменского Мутаваккилийского Королевства (1918-1962)
Герб Северного Йемена (1962-1966)
Герб Северного Йемена (1966-1974)
Герб Северного Йемена (1974—1990)
Герб Федерации Южной Аравии до 1967 года.
Герб Народной Республики Южного Йемена (1967-1970)
Герб Народной Демократической Республики Йемен (1970-1990)